# Pietro Ercole Visconti
Pietro Ercole Visconti (* 1802 in Rom; † 14. Oktober 1880 ebenda) war ein italienischer Archäologe.

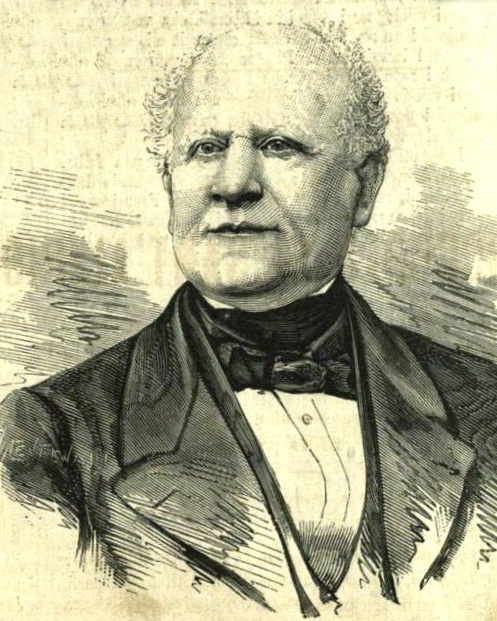
Pietro Ercole Visconti

## Leben
Pietro Ercole Visconti, Sohn von Alessandro Visconti (1757–1835) und Enkel von Giovanni Battista Visconti, wurde 1822 ordentliches Mitglied der Accademia di Archeologia, ein Jahr später deren Ehrenakademiker, ab 1830 schließlich deren ständiger Sekretär. Für diese Institution lieferte er 1823 seine ersten Arbeiten über altchristliche Inschriften und römische Funde. Im Jahr 1825 führte er eine wenig erfolgreiche Ausgrabung auf dem im Besitz der Familie Torlonia befindlichen Gelände des Circus des Maxentius an der Via Appia durch. 1830 grub er in Privernum aus. Im Rahmen der 1834 vom Fürsten Alessandro Torlonia initiierten Ausgrabungen in Caere, dem modernen Cerveteri, legte er 1835 die Nekropole am Monte Abatone frei und entdeckte hierbei die nach seinem Auftraggeber benannte Tomba Torlonia, ein bedeutendes Grab des 4. Jahrhunderts v. Chr. Im Jahr 1836 publizierte er die Ergebnisse dieser Ausgrabungen. Im gleichen Jahr wurde er als Nachfolger Carlo Feas Commissario delle Antichità und war in dieser Position verantwortlich für die Antiken des Kirchenstaats. Das Amt hatte er bis zur Auflösung des Kirchenstaats 1870 inne, zudem war er presidente del Museo Capitolino.
Im Jahr 1852 war er Gründungsmitglied der Commissione di Archeologia Sacra. Ab 1855 führte er im Auftrag von Pius IX. systematische Ausgrabungen in Ostia durch, wobei er ab 1859 von seinem Neffen Carlo Lodovico Visconti (1818–1894) unterstützt wurde; die Funde gelangten in das Museo Lateranense. Von 1868 bis 1870 grub er im Auftrag des Papstes im Bereich des römischen Emporiums zwischen Ponte Testaccio und Ponte Sublicio am Monte Testaccio aus. Die Ausgrabung war sehr ergiebig und erbrachte zahlreiche Marmorstücke. Zur Erinnerung an diese Ausgrabung errichtete Papst Pius IX. einen Brunnen aus einem römischen Sarkophag und brachte eine Inschrift an, die die Früchte der Ausgrabung feiert. Schließlich führte er in den Jahren 1869/1870 noch archäologische Untersuchungen in den päpstlichen Besitzungen auf dem Palatin durch. Für seine Ausgrabungen wurde Pietro Ercole Visconti unter Pius IX. in den Freiherrnstand erhoben.
Ab 1856 war Pietro Ercole Visconti Professor für Archäologie, im akademischen Jahr 1870/71 für Archäologie und Alte Geschichte, an der Universität La Sapienza. Weil er sich weigerte, auf das neu eingerichtete Königreich Italien einen Eid abzulegen, verlor er seinen Lehrstuhl. Bis 1873 lehrte er daraufhin in Nachfolge des 1839 verstorbenen Antonio Nibby römische Topographie an der Académie de France à Rome. Nach dem Ende des Kirchenstaates und der Aufgabe all seiner Ämter arbeitete Pietro Ercole Visconti ab 1872 für die archäologische Kommission der Stadt Rom. Im Jahr 1876 war er Gründungsmitglied der Società Romana di Storia Patria. Im gleichen Jahr gab er den ersten Katalog des Museo Torlonia heraus.
Pietro Ercole Visconti, der selbst Gedichte verfasste und für seine Epigramme berühmt war, widmete sich auch der Volkskunst und sammelte Volkslieder der Kirchenstaatprovinz Campagna e Marittima, die er 1830 herausgab. Anlässlich der Hochzeit Alessandro Torlonias mit Teresa Colonna-Doria am 16. Juli 1840 veröffentlichte er in einer kritischen Edition die Gedichte der Vittoria Colonna einschließlich einer Biographie als Privatdruck. Der Druck enthält zudem Sonette und Madrigale verschiedener Autoren zum Lobe der Dichterin. Seine Geschichte der Familien des Kirchenstaats blieb unvollendet.

## Mitgliedschaften und Ehrungen
Pietro Ercole Visconti war Mitglied zahlreicher römischer und internationaler Akademien und Institute, so der Accademia dell’Arcadia, der Accademia di San Luca, der Accademia del Pantheon. Er war Direktoriumsmitglied des Deutschen Archäologischen Instituts und Mitglied der Académie des Beaux-Arts. Er war Mitglied der Ehrenlegion (1841), Träger des russischen Sankt-Stanislaus-Orden (1846), des preußischen Roten Adlerordens (1860) und des niederländischen Ordens der Eichenkrone (1871).

## Veröffentlichungen (Auswahl)
- Aperçu sur l’origine et les antiquites de Rome pour servir d’explication au Panorama de la tour du capitole. Louis de Romanis, Rom 1826 (Digitalisat).
- Saggio de’ canti popolari della provincia Marittima e Campagna. Salviucci, Rom 1830 (Digitalisat).
- Antichi monumenti sepolcrali scoperti nel ducato di Ceri. Tipografia delle belle arti, Rom 1836 (Digitalisat).
- Le rime di Vittoria Colonna corrette su i testi a penna e pubblicate con la vita della medesima dal cavaliere Pietro Ercole Visconti. Salviucci, Rom 1840.
- Città e famiglie nobili e celebri dello Stato Pontificio. Dizionario storico. 4 Teilbände. Tipografia delle Scienze, Rom 1847–1848 (Digitalisate).
- Catalogo del Museo Torlonia di sculture antiche. Tipografia Editrice Romana, Rom 1876 (Digitalisat).